# Day for Night (album de Spock's Beard)
Pour les articles homonymes, voir Day for Night.
Albums de Spock's Beard
The Kindness of Strangers
(1998)  V 
(2000)
Day for Night, sorti en mars 1999, est le quatrième album du groupe de rock progressif, Spock's Beard.

## Liste des chansons
- 01. Day for Night (7:34)
- 02. Gibberish (4:18)
- 03. Skin (3:58)
- 04. The Distance to the Sun (5:11)
- 05. Crack the Big Sky (9:59)
- 06. The Gypsy (7:28)
- 07. Can't Get It Wrong (4:12)
- 08. The Healing Colors of Sound - part 1 (2:22)
- 09. My Shoes (4:16)
- 10. Mommy Comes Back (4:50)
- 11. Lay It Down (3:18)
- 12. The Healing Colors of Sound (3:17)
- 13. My Shoes - revisited (3:54)
- 14. Urban Noise

## Bonus pour la version européenne
- 15. Hurt

## Musiciens
- Neal Morse : claviers, guitare et chant
- Alan Morse : guitare
- Dave Meros : basse
- Nick D'Vigillo : batterie
- Ryo Okumoto : claviers